# Полосатый скрытохвост
Полосатый скрытохвост или полосатый криптуреллус (лат. Crypturellus casiquiare) — птица семейства тинаму, обитающая в Южной Америке.

## Описание
Длина особей до 25 сантиметров. На спине имеют желтоватые и чёрные пятна, горло белое, шея и грудь бледно-серого цвета, брюхо белое. У самки окраска спины бледнее, чем у самца.

## Поведение
Как и другие тинаму, употребляют в пищу фрукты. Они также едят беспозвоночных, цветочные почки, листья, семена. Самцы насиживают яйца, которые могут быть отложены 4 разными самками, а затем заботятся о птенцах, пока те не станут самостоятельными. Обычно это происходит через 2-3 недели.

## Ареал
Полосатый скрытохвост предпочитает жить в тропических и субтропических равнинных лесах на высоте от 100 до 200 метров над уровнем моря. Этот вид является родным для восточной Колумбии и южной Венесуэлы.